# Chattahoochee Hills
Chattahoochee Hills (anciennement Chattahoochee Hills Country) est une ville des États-Unis située au Sud d'Atlanta dans le comté de Fulton de l'État de la Géorgie. Contrairement au reste de l'agglomération d'Atlanta, la ville reste peu développée d'un point de vue urbanistique, gardant de ce fait un côté plus rural.
La ville de Chattahoochee Hills fait également partie de la zone non incorporée de Chattahoochee Hill Country.

## Histoire
La région fit partie du comté de Campbell, aujourd'hui disparu.
- En 2006, la Georgia General Assembly a fait passer une loi autorisant le comté de Fulton à convertir une partie de la zone non incorporée en ville.

- Le 19 juin 2007, un référendum eut lieu concernant cette précédente loi portant sur la conversion de 130 km2. Le oui l'emporta avec 83 %.

- Le 1er décembre 2007, le titre fut officiellement attribué, sous le de « Chattahoochee Hill Country ».

- Le 3 septembre 2008, la ville changea de nom, elle passa de « Chattahoochee Hill Country » à « Chattahoochee Hills ».

## Festivités
Le 20 mars 2013, Chattahoochee Hills est choisie comme lieu d'accueil du festival de musiques électroniques TomorrowWorld, une seconde vie de Tomorowland qui se déroule tous les ans au mois de juillet dans la région anversoise en Belgique.

## Démographie
| 2020  | - | - | - | - | - |
| ----- | - | - | - | - | - |
| 2 378 | - | - | - | - | - |